# Furstbiskop

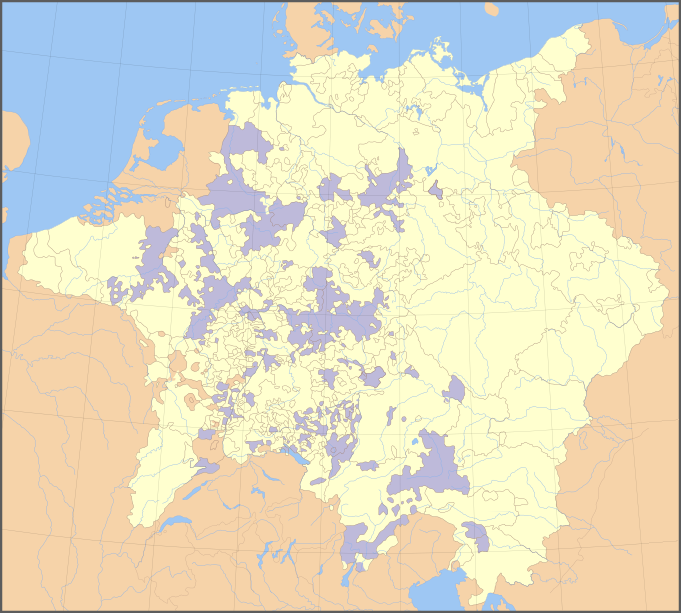
Ecklesiastiska territorier (biskopsdömen) i Tysk-romerska riket år 1648.

Furstbiskop (tyska: Fürstbischof, franska: Prince-évêque) är en biskop som utöver sitt kyrkliga uppdrag att leda sitt kyrkliga stift även utövar världslig makt som regent över ett geografiskt område.
Furstbiskopar är främst kända från Tysk-romerska riket, men har även förekommit i andra europeiska länder. Sedan 1951 kvarstår endast två  furstbiskopar: Biskopen av Urgell, som i union med Frankrikes president är statschef för furstendömet Andorra, samt påven av Rom, som även är Vatikanstatens suverän.

## Tysk-romerska riket
Inom det tysk-romerska riket fanns ett flertal andliga furstendömen, där biskopen utövade samma makt som en sekulär furste eller hertig. De riksomedelbara furstbiskoparna var medlemmar av Riksfursterådet, ett av de tre riksständerna som utgjorde den kejserliga riksdagen. Furstärkebiskoparna av Köln, Mainz och Trier var dessutom kurfurstar. Även abbotar och abbedissor kunde vara andliga furstar (Fürstabt, Fürstäbtissin), med sitt kloster och ett tillhörande område som territorium.
År 1521 fanns totalt 53 andliga furstendömen i Tysk-romerska riket. I och med reformationen och sekulariseringsvågen minskades de i antal till 23 vid trettioåriga krigets slut 1648. De förlorade sin världsliga makt helt under de första åren av 1800-talet, i samband med att Tysk-romerska riket upplöstes. De övergick då till att enbart fungera som kyrkliga stift.

### Protestantiska furstbiskopar
Den lutherska reformationen kom att öka de världsliga furstarnas makt i förhållande till påven och kejsaren; kyrkan stod inte längre över fursten. I de protestantiska länderna kunde furstbiskoparnas världsliga makt överföras till en vald biskop eller administrator. Om administratorn inte var prästvigd kunde dekyrkliga funktionerna delegeras till andra. Detta gäller exempelvis den svenske kung Adolf Fredrik, som likt sin far och farfar var furstbiskop av Lübeck utan att för den skulle vara prästvigd eller teolog.
I förlängningen kom dock många protestantiska länder att avveckla furstbiskopsdömena, och överlåta deras världsliga makt på närliggande adelsmän.

### Beteckning
På tyska kan en språklig skillnad görs mellan rent kyrkliga stift (Bistum, Erzbistum, Diözese, Erzdiözese) och furstbiskopsdömen (Hochstift, Fürststift, Erzstift, Fürstbistum, Fürsterzbistum). Denna skillnad är dock inte fullt historisk; samtida med systemet kunde även Stift användas för alla typer av furstbiskopsdöme. En strikt språklig särskiljning saknas i svenskan.

### Biskopsdömen i Tysk-romerska riket
| Vapen | Namn (svenska)                               | Rang                      | Namn (lokalt) | Riksomedelbarhet                                                                        | Nutida nationstillhörighet                               | Kommentarer |
| ----- | -------------------------------------------- | ------------------------- | --- | --------------------------------------------------------------------------------------- | -------------------------------------------------------- | --- |
|       | Kurfurstendömet Köln                         | ärkestift kurfurstendöme  | tyska: Erzstift Köln, Kurköln                                                                                              | 953–1803                                                                                | Tyskland                                                 | Kurfurste och ärkekansler av Italien. |
|       | Kurfurstendömet Mainz                        | ärkestift kurfurstendöme  | tyska: Erzbistum Mainz, Kurmainz                                                                                           | Ca 780–1803                                                                             | Tyskland                                                 | Kurfurste och ärkekansler av Tyskland. |
|       | Kurfurstendömet Trier                        | ärkestift kurfurstendöme  | franska: Archevêque Trèves tyska: Erzbistum Trier, Kurtrier                                                                | 772–1803                                                                                | Tyskland                                                 | Kurfurste och ärkekansler av Burgund. |
|       | Furstbiskopsdömet Augsburg                   | biskop                    | tyska: Hochstift Augsburg                                                                                                  | Ca 888–1803                                                                             | Tyskland                                                 | |
|       | Furstbiskopsdömet Bamberg                    | biskop                    | tyska: Hochstift Bamberg                                                                                                   | 1245–1802                                                                               | Tyskland                                                 | |
|       | Furstbiskopsdömet Basel                      | biskop                    | franska: Principauté de Bâle tyska: Fürstbistum Basel                                                                      | 1032–1803                                                                               | Frankrike Schweiz Tyskland                               | |
|       | Biskopsdömet Brandenburg                     | biskop                    | tyska: Hochstift Brandenburg                                                                                               | ca 1165–1598                                                                            | Tyskland                                                 | Fortsatte med luthersk administrator efter reformationen 1520. Sekulariserat och sammanfogat med kurfurstendömet Brandenburg 1571. |
|       | Ärkebiskopsdömet Bremen                      | ärkebiskop                | tyska: Erzstift Bremen | 1180–1648                                                                               | Tyskland                                                 | Fortsatte med luthersk administrator efter reformationen 1566 till 1648. Den fria riksstaden Bremen tillhörde inte biskopsdömet. |
|       | Furstbiskopsdömet Brixen                     | biskop                    | italienska: Principato vescovile di Bressanone tyska: Hochstift Brixen                                                     | 1027–1803                                                                               | Italien                                                  | Sekulariserat till grevskapet Tyrolen. |
|       | Furstbiskopsdömet Cambrai                    | biskop, senare ärkebiskop | franska: Principauté de Cambrai tyska: Hochstift Kammerich                                                                 | 1007–1678                                                                               | Frankrike                                                | Övergick till Frankrike 1678 genom Freden i Nijmegen. |
|       | Biskopsdömet Cammin                          | biskop                    | tyska: Bistum Cammin | Ej riksomedelbart; förläning från hertigdömet Pommern.                                  | Tyskland Polen                                           | |
|       | Furstbiskopsdömet Chur                       | biskop                    | italienska: Principato vescovile di Coira rätoromanska: Chapitel catedral da Cuira tyska: Bistum Chur                      | 831 / 1170–1526                                                                         | Liechtenstein Schweiz                                    | Sekulariserat 1803 vid Helvetiska republikens upplösning. |
|       | Furstbiskopsdömet Eichstätt                  | biskop                    | tyska: Hochstift Eichstätt                                                                                                 | 1305–1802                                                                               | Tyskland                                                 | |
|       | Furstbidskopsdömet Freising                  | biskop                    | tyska: Hochstift Freising                                                                                                  | 1294–1802                                                                               | Tyskland Österrike                                       | Furstbiskopsdömet utgjorde en mindre del av det kyrkliga stiftet Freising. |
|       | Furstbiskopsstiftet Fulda                    | abbot, sedan biskop       | tyska: Reichskloster Fulda, Reichsbistum Fulda                                                                             | 1220–1802                                                                               | Tyskland                                                 | Riksomedelbart kloster till 1752, då det upphöjdes till furstbiskopsstift. Sekulariserat 1802. |
|       | Furstbiskopsdömet Genève                     | biskop                    | franska: Évêché de Genève tyska: Fürstbistum Genf                                                                          | 1154-1526                                                                               | Frankrike Schweiz                                        | De jure fri riksstad från 1154, men de facto styrd av grevarna av Genève till 1400 och Savojen från 1401. Sekulariserat genom inträde i Gamla schweiziska edsförbundet 1526. |
|       | Furstbiskopsdömet Halberstadt                | biskop                    | tyska: Bistum Halberstadt                                                                                                  | 1180–1648                                                                               | Tyskland                                                 | Sekulariserat in i Kurfurstendömet Brandenburg 1648. |
|       | Biskopsdömet Havelberg                       | biskop                    | tyska: Bistum Havelberg | 1151–1598                                                                               | Tyskland                                                 | Fortsatte med luthersk administrator efter reformation 1548. |
|       | Furstbiskopsdömet Hildesheim                 | biskop                    | tyska: Hochstift Hildesheim                                                                                                | 1235–1803                                                                               | Tyskland                                                 | |
|       | Furstbiskopsdömet Konstanz                   | biskop                    | tyska: Hochstift Konstanz                                                                                                  | 1155–1803                                                                               | Schweiz Tyskland Österrike                               | Kraftigt minskat efter reformationen. |
|       | Furstbiskopsdömet Lausanne                   | biskop                    | franska: Principauté épiscopale de Lausanne tyska: Bistum Lausanne                                                         | 1270–1536                                                                               | Schweiz                                                  | |
|       | Biskopsdömet Lebus                           | biskop                    | polska: Diecezja lubuska tyska: Bistum Lebus                                                                               | omtvistat 1248–1372 ej riksomedelbar 1372–1454 / 1454 / 1506–1598                       | Polen Tyskland                                           | Omtvistat som fri riksstad 1248–1372. Förläning inom kungariket Böhmen 1372–1454. Biskopssätet flyttat till Fürstenwalde 1385. Fortsatt med Huset Hohenzollern som luthersk administrator efter reformation 1555 till sekulariseringen in i Kurfurstendömet Brandenburg 1598.                                  |
|       | Furstbiskopsdömet Liège                      | biskop                    | franska: Principauté de Liége tyska: Fürstbistum Lüttich vallonska: Principåté d' Lidje                                    | 980–1789 eller 1795                                                                     | Belgien Nederländerna                                    | |
|       | Furstendömet Lübeck                          | biskop                    | tyska: Hochstift Lübeck | 1180–1803                                                                               | Tyskland                                                 | Biskopssätet ursprungligen i Oldenburg, flyttat till Eutin på 1270-talet. Fortsatte med luthersk biskop efter reformationen 1535; från 1586 med Holstein-Gottorpska ätten som luthersk administrator. |
|       | Ärkebiskopsdömet Lyon                        | ärkebiskop                | franska: Archevêque de Lyon Arpitanska: Arch·evèque de Liyon                                                               | 1157–1312                                                                               | Frankrike                                                | Status som fri riksstad av Fredrik Barbarossa 1157. Annekterat och sekulariserat av Frankrike 1312. |
|       | Ärkebiskopsdömet Magdeburg                   | ärkebiskop                | tyska: Erzstift Magdeburg                                                                                                  | 1180–1680                                                                               | Tyskland                                                 | Fortsatte med luthersk administrator efter reformationen 1566 till 1631, och igen från 1638. |
|       | Biskopsdömet Merseburg                       | biskop                    | tyska: Bistum Merseburg | 1004–1565                                                                               | Tyskland                                                 | Fortsatte med kurfurstendömet Sachsen som luthersk administrator efter reformationen 1544. |
|       | Furstbiskopsdömet Metz                       | biskop                    | franska: Évêché de Metz tyska: Hochstift Metz                                                                              | 1100-talet –1552                                                                        | Frankrike                                                | Övergick till Frankrike genom fördraget vid Chambord. |
|       | Furstbiskopsdömet Minden                     | biskop                    | tyska: Hochstift Minden | 1180–1648                                                                               | Tyskland                                                 | |
|       | Furstbiskopsstiftet Münster                  | biskop                    | tyska: Hochstift Münster                                                                                                   | 1180–1802                                                                               | Tyskland                                                 | |
|       | Biskopsdömet Naumburg-Zeitz                  | biskop                    | tyska: Bistum Naumburg-Zeitz                                                                                               |                                                                                         | Tyskland                                                 | Under förvaltning av markgrevskapet Meissen från 1259. Fortsatte med kurfurstendömet sachsen som luthersk administrator efter reformationen 1564. |
|       | Furstbiskopsdömet Olomouc                    | biskop, senare ärkebiskop | polska: Archidiecezja ołomunieckatjeckiska: Arcibiskupství olomoucké tyska: Erzbistum Olmütz                               | ej riksomedelbart; förläning inom kungariket Böhmen; från 1742 inom kungariket Preussen | Polen Tjeckien                                           | Furstetiteln i bruk till 1951, då samtliga furstbiskopliga titlar avskaffades av påven. |
|       | Furstbiskopsdömet Osnabrück                  | biskop                    | tyska: Hochstift Osnabrück                                                                                                 | Ca 1236–1802                                                                            | Tyskland                                                 | Efter Westfaliska freden alternerade biskopssätet mellan katolsk och luthersk biskop. |
|       | Furstbiskopsdömet Paderborn                  | biskop                    | tyska: Fürstbistum Paderborn                                                                                               | 1281–1802                                                                               | Tyskland                                                 | |
|       | Furstbiskopsdömet Passau                     | biskop                    | tyska: Hochstift Passau | 999–1803                                                                                | Österrike Tyskland                                       | Furstetiteln bekräftad i Nürnberg 1217. |
|       | Furstbiskopsdömet Ratzeburg                  | biskop                    | tyska: Bistum Ratzeburg | 1236–1648                                                                               | Tyskland                                                 | Fortsatte med luthersk administrator efter reformationen 1554. |
|       | Furstbiskopsdömet Regensburg                 | biskop                    | tyska: Hochstift Regensburg                                                                                                | 1132?–1803                                                                              | Tyskland                                                 | Sekulariserades genom sammanslagning med den fria riksstaden Regensburg. |
|       | Ärkebiskopsdömet Salzburg                    | ärkebiskop                | tyska: Fürsterzbistum Salzburg                                                                                             | 1278–1803                                                                               | Österrike                                                | Upphöjd till kurfurste 1803–1805, samtidigt sekulariserat. Från 1648 övertog Salzburg hederstiteln Primas Germaniae, den främste bland de tyska biskoparna. Därefter presiderade han över riksfurstarna vid riksdagen. Furstetiteln i bruk till 1951, då samtliga furstbiskopliga titlar avskaffades av påven. |
|       | Furstbiskopsdömet Schwerin                   | biskop                    | tyska: Bistum Schwerin | 1180–1648                                                                               | Tyskland                                                 | Fortsatte med luthersk administrator efter reformationen 1516. |
|       | Furstbiskopsdömet Speyer                     | biskop                    | tyska: Hochstift Speyer | 888–1803                                                                                | Tyskland                                                 | |
|       | Furstbiskopsdömet Strassburg                 | biskop                    | alemanniska: Bistum Strossburi franska: Évêché de Strasbourg tyska: Fürstbistum Straßburg                                  | 982–1803                                                                                | Frankrike Tyskland                                       | Avstod furstevärdigheten över området väster om Rhen 1648 till Frankrike. Hela området sekulariserat 1789. |
|       | Ärkebiskopsdömet Tarentaise                  | ärkebiskop                | arpitanska: Prince Evèque de Tarentèsa franska: Prince-évêque de Tarentaise italienska: Principato vescovile di Tarantasia | 1186-1769                                                                               | Frankrike                                                | Greve av Tarentaise från 996; riksomedelbar 1186. De facto styrd av Savojen från 1271. Sekulariserad och annekterad av kungariket Sardinien 1769. |
|       | Furstbiskopsdömet Toul                       | biskop                    | franska: Principauté de Toul tyska: Bistum Tull                                                                            | 1100-talet – 1552                                                                       | Frankrike                                                | Övergick till Frankrike genom fördraget vid Chambord. |
|       | Biskopsdömet Trient                          | biskop                    | italienska: Principato vescovile di Trento tyska: Fürstbistum Trient                                                       | 1027–1803                                                                               | Italien                                                  | Förlänat riksomedelbarhet av Konrad II. |
|       | Biskopsdömet Utrecht                         | biskop                    | nederländska: Sticht Utrecht                                                                                               | 1024–1528                                                                               | Nederländerna                                            | Sålt till Karl V, tysk-romersk kejsare, 1528. Furstbiskopsdömet utgjorde en mindre del av det kyrkliga stiftet Utrecht. |
|       | Biskopsstiftet Verden                        | biskop                    | tyska: Hochstift Verden | 1180–1648                                                                               | Tyskland                                                 | Fortsatte med luthersk administrator efter reformationen. Sekulariserades som svenska förläningar i Westfaliska freden 1648. Avträddes av Sverige till kurfurstendömet Hannover 1719. |
|       | Furstbiskopsdömet Verdun                     | biskop                    | franska: Principauté de Verdun tyska: Bistum Wirten                                                                        | 1100-talet – 1552                                                                       | Frankrike                                                | Övergick till Frankrike genom fördraget vid Chambord. |
|       | Furstbiskopsdömet Worms                      | biskop                    | tyska: Bistum Worms | 861–1801                                                                                | Tyskland                                                 | Biskopssätet flyttat till Ladenburg 1400. |
|       | Furstbiskopsdömet Wrocław (Hertigdömet Nysa) | biskop                    | polska: Księstwo Nyskietjeckiska: Niské knížectví tyska: Fürstentum / Herzogtum Neisse                                     | ej riksomedelbart                                                                       | Polen Tjeckien (Även kyrklig tillhörighet till Tyskland) | Sekulariserat 1810 (Preussen) och 1850 (Österrike). Furstetiteln i bruk till 1951, då samtliga furstbiskopliga titlar avskaffades av påven. |
|       | Furstbiskopsdömet Würzburg                   | biskop                    | tyska: Hochstift Würzburg                                                                                                  | 1168–1803                                                                               | Tyskland                                                 | Hertig av Austrasien. |

## Furstbiskopar i andra länder
Furstbiskopar har även förekommit i andra länder: 
- I England hade biskopen av Durham titeln furstbiskop. Som i Tyskland överlevde titeln reformationen och fortlevde till 1836.
- I Livland fanns Furstbiskopsdömet Dorpat, Biskopsdömet Kurland, Ärkebiskopsdömet Riga och Biskopsdömet Ösel-Wiek.
- I Montenegro hade sex av Huset Petrović-Njegoš regerande monarker titeln furstbiskop av Montenegro, 1659–1852, innan den sjätte och siste blev en sekulär furste.